# Литвин, Мария Корнеевна
Мария Корнеевна Литвин (укр. Марія Корніївна Литвин; 7 марта 1910 год, село Сухая Маячка, Полтавская губерния — 19 ноября 1973 год, село Степное, Полтавский район, Полтавская область, Украинская ССР) — колхозница, звеньевая свиноводческого совхоза имени Красной Армии Министерства совхозов СССР, Полтавский район, Полтавская область, Украинская ССР. Герой Социалистического Труда (1949).

## Биография
Родилась 7 марта 1910 года в крестьянской семье в селе Сухая Маячка Кобеляцкого уезда. Получила начальное образование. Работала в хозяйстве своих родителей, с 1933 года — в свиноводческом совхозе имени Красной Армии. Во время оккупации работала на общественном дворе. После освобождения в 1943 году Полтавской области от немецких захватчиков восстанавливала разрушенное совхозное хозяйство. Была назначена звеньевой полеводческого звена.
В 1948 году полеводческое звено под руководством Марии собрало в среднем 31,3 центнера пшеницы с участка площадью 20 гектаров. В 1949 году удостоена звания Героя Социалистического Труда «за получение высоких урожаев пшеницы и кукурузы при выполнении совхозом плана сдачи государству сельскохозяйственных продуктов в 1948 году и обеспеченности семенами всех культур в полной потребности для весеннего сева 1949 года».
В 1965 году вышла на пенсию. Проживала в селе Степное Полтавского района, где скончалась в 1973 году. Похоронена на местном сельском кладбище. Могила Марии Литвин внесена в реестр охраняемых памятников истории и культуры Полтавской области.

## Награды
- Герой Социалистического Труда — указом Президиума Верховного Совета СССР от 6 апреля 1949 года
- Орден Ленина